# Carballeira (Fervenzas)
Carballeira (llamado oficialmente A Carballeira) es un lugar español situado en la parroquia de Fervenzas, del municipio de Aranga, en la provincia de La Coruña, Galicia.

## Demografía
| Gráfica de evolución demográfica de Carballeira entre 2000 y 2018 |
|                                                                   |
| Datos según el nomenclátor publicado por el INE.                  |